# Мирко Иванић
Мирко Иванић (Бачки Јарак, 13. септембар 1993) црногорски је фудбалер. Игра на позицији офанзивног везисте, а тренутно наступа за Црвену звезду.

## Клупска каријера
Иванић је прве фудбалске кораке научио у екипи Младости из Бачког Јарка, одакле је као 12-годишњак прешао у Војводину. Прошао је све млађе категорије Војводине, а први уговор са овим клубом је потписао 2012. године док је тренер био Златомир Загорчић. Пре дебија за Војводину, провео је сезону на позајмици у екипи Пролетера из Новог Сада где је у сезони 2012/13. у Првој лиги Србије одиграо 24 утакмице и постигао пет голова.
У лето 2013. прикључио се екипи Војводине и код тренера Марка Николића имао свој деби на утакмици квалификација за Лигу Европе против Хонведа који је новосадски клуб добио са 2:0. Ипак након тога је поново враћен у Пролетер где је одиграо први део сезоне 2013/14. у Првој лиги Србије (15 утакмица, 6 голова) да би се у зиму 2014. вратио у Војводину. Екипу је преузео Бранко Бабић који је пружио прилику Иванићу да дебитује у Суперлиги Србије. Новосадски клуб је у тој сезони освојио Куп Србије што је и први Иванићев трофеј у сениорском фудбалу.
У лето 2014. године Зоран Марић постаје тренер Војводине а Иванић постаје један од кључних фудбалера новосадског тима. У сезони 2014/15. је одиграо 26 утакмица у Суперлиги и постигао 10 голова. Након одласка Марића са места тренера клуб је поново водио Загорчић а потом и Ненад Лалатовић а Иванић је код свих тренера био стандардан. Током јесењег дела сезоне 2015/16. је одиграо 20 утакмица у Суперлиги на којима је био стрелац осам пута. Добре партије у дресу Војводине нису прошле незапажено па су током зимског прелазног рока у сезони 2015/16. и Партизан и Црвена звезда желели да доведу Иванића. Ипак он је тада изјавио да не жели да пређе у неког од „вечитих ривала” већ да му је жеља одлазак у иностранство.
Почетком фебруара 2016. године је потписао уговор са БАТЕ Борисовим. Овај клуб је као обештећење платио Војводини милион евра, па је Иванић тако постао најскупље плаћени играч у историји белоруског фудбала. У екипи БАТЕ Борисова је провео наредне три године. Иванић је на 126 утакмица у дресу белоруског клуба, у свим такмичењима постигао 33 гола, уписавши притом и 23 асистенције. Освојио је три узастопне титуле првака Белорусије.
У фебруару 2019. године прелази у Црвену звезду. Проглашен је за најбољег спортисту Спортског друштва Црвена звезда за 2021. годину.
У децембру 2024. Иванић је потписао нови трогодишњи уговор са Црвеном звездом до 2027. године.

## Репрезентација
Иванић је у марту 2015. године дебитовао за младу репрезентацију Србије у пријатељском дуелу са Италијом. Био је у саставу „орлића” и на Европском првенству до 21 године које је одржано 2015. године у Чешкој. Ипак одлуком тренера није улазио у игру.
Током 2017. године је одлучио да прихвати позив и заигра за сениорску репрезентацију Црне Горе.

## Статистика

### Клупска
Ажурирано 17. марта 2025.
|                               |          |                          |     |     |    |    |    |    |   |   |     |     |  |  |
| Пролетер Нови Сад (позајмица) | 2012/13. | Прва лига Србије         | 24  | 5   | 1  | 0  | —  | —  | — | — | 25  | 5   |  |  |
| Пролетер Нови Сад (позајмица) | 2013/14. | Прва лига Србије         | 15  | 6   | 1  | 0  | —  | —  | — | — | 16  | 6   |  |  |
| Пролетер Нови Сад (позајмица) | Укупно   | Укупно                   | 39  | 11  | 2  | 0  | —  | —  | — | — | 41  | 11  |  |  |
|                               |          |                          |     |     |    |    |    |    |   |   |     |     |  |  |
| Војводина                     | 2012/13. | Суперлига Србије         | 0   | 0   | 0  | 0  | 0  | 0  | — | — | 0   | 0   |  |  |
| Војводина                     | 2013/14. | Суперлига Србије         | 10  | 2   | 2  | 0  | 1  | 0  | — | — | 13  | 2   |  |  |
| Војводина                     | 2014/15. | Суперлига Србије         | 26  | 10  | 2  | 0  | 2  | 1  | — | — | 30  | 11  |  |  |
| Војводина                     | 2015/16. | Суперлига Србије         | 20  | 8   | 2  | 0  | 8  | 2  | — | — | 30  | 10  |  |  |
| Војводина                     | Укупно   | Укупно                   | 56  | 20  | 6  | 0  | 11 | 3  | — | — | 73  | 23  |  |  |
|                               |          |                          |     |     |    |    |    |    |   |   |     |     |  |  |
| БАТЕ Борисов                  | 2016.    | Премијер лига Белорусије | 26  | 6   | 5  | 1  | 6  | 0  | 1 | 1 | 38  | 8   |  |  |
| БАТЕ Борисов                  | 2017.    | Премијер лига Белорусије | 27  | 4   | 5  | 2  | 12 | 4  | 1 | 1 | 45  | 11  |  |  |
| БАТЕ Борисов                  | 2018.    | Премијер лига Белорусије | 25  | 7   | 6  | 5  | 11 | 2  | 1 | 0 | 43  | 14  |  |  |
| БАТЕ Борисов                  | Укупно   | Укупно                   | 78  | 17  | 16 | 8  | 29 | 6  | 3 | 2 | 126 | 33  |  |  |
|                               |          |                          |     |     |    |    |    |    |   |   |     |     |  |  |
| Црвена звезда                 | 2018/19. | Суперлига Србије         | 14  | 1   | 4  | 2  | —  | —  | — | — | 18  | 3   |  |  |
| Црвена звезда                 | 2019/20. | Суперлига Србије         | 19  | 2   | 2  | 1  | 10 | 0  | — | — | 31  | 3   |  |  |
| Црвена звезда                 | 2020/21. | Суперлига Србије         | 33  | 16  | 5  | 1  | 10 | 3  | — | — | 48  | 20  |  |  |
| Црвена звезда                 | 2021/22. | Суперлига Србије         | 36  | 17  | 5  | 2  | 14 | 5  | — | — | 55  | 24  |  |  |
| Црвена звезда                 | 2022/23. | Суперлига Србије         | 29  | 8   | 5  | 2  | 7  | 1  | — | — | 41  | 11  |  |  |
| Црвена звезда                 | 2023/24. | Суперлига Србије         | 25  | 4   | 3  | 1  | 5  | 0  | — | — | 33  | 5   |  |  |
| Црвена звезда                 | 2024/25. | Суперлига Србије         | 19  | 10  | 0  | 0  | 7  | 1  | — | — | 26  | 11  |  |  |
| Црвена звезда                 | Укупно   | Укупно                   | 176 | 59  | 16 | 9  | 53 | 10 | — | — | 253 | 78  |  |  |
|                               |          |                          |     |     |    |    |    |    |   |   |     |     |  |  |
| Каријера                      | Каријера | Каријера                 | 349 | 107 | 43 | 16 | 81 | 18 | — | — | 493 | 145 |  |  |
|                               |          |                          |     |     |    |    |    |    |   |   |     |     |  |  |

| Црна Гора | Црна Гора | Црна Гора |
| Године    | Наступа   | Голова    |
| --------- | --------- | --------- |
| 2017.     | 5         | 0         |
| 2018.     | 8         | 1         |
| 2019.     | 2         | 0         |
| Укупно    | 15        | 1         |

| #  | Датум          | Место                | Противник | Гол   | Резултат | Такмичење   |
| -- | -------------- | -------------------- | --------- | ----- | -------- | ----------- |
| 1. | 27. март 2018. | Подгорица, Црна Гора | Турска    | 1 : 2 | 2 : 2    | Пријатељска |

## Трофеји, награде и признања

### Екипно
Војводина
- Куп Србије : 2013/14.

БАТЕ Борисов
- Првенство Белорусије (3): 2016, 2017, 2018.
- Суперкуп Белорусије (2): 2016, 2017.

Црвена звезда
- Суперлига Србије (6): 2018/19, 2019/20, 2020/21,[46] 2021/22,[47] 2022/23,[48] 2023/24.[49]
- Куп Србије (4): 2020/21,[50] 2021/22,[51] 2022/23,[52] 2023/24.[53]

### Појединачно
- Награда Бора Костић за најбољег стрелца Црвене звезде у сезони 2020/21.[54]
- Најбољи фудбалер Црвене звезде у 2021. годину по избору навијача[55]
- Најбољи спортиста СД Црвена звезда 2021.